# Maja Sviben
Maja Sviben (Zagreb, 26. travnja 1981.) je hrvatska dramatičarka.

## Izvedene drame
- 2006. Točka izvorišta, režija: Mario Kovač, KUFER
- 2008. Tinta, let i topla voda, režija: Nora Krustolović, Ludens Teatar, Koprivnica

## Priznanja
- 2004. 3. nagrada za dramsko djelo "Marin Držić" Ministarstva kulture za dramu Točka izvorišta